# Étréaupont
Étréaupont es una comuna francesa situada en el departamento de Aisne, de la región de Alta Francia.

## Géografía
Étréaupont está situada en la región de Thiérache, a orillas de río Oise, a 8 km al norte de Vervins.

## Demografía
| 1 143 | 1 015 | 969 | 955 | 966 | 933 | 868 | 888 |
| Para los censos de 1962 a 1999 la población legal corresponde a la población sin duplicidades (Fuente: INSEE [Consultar]) |       |     |     |     |     |     |     |